# Мария Шрадер
Мария Шрадер (на немски: Maria Schrader) е германска актриса и сценаристка. Тя е най-популярна с главната си роля във филма Aimée & Jaguar, както и с Liebesleben, на който е също и сценарист и продуцент.
През 2020 г. тя получава наградата „Еми Primetime“ в категорията „Най-добър режисьор на минисериал“ за минисериала на Netflix „Unorthodox“. Шрадер е първата немкиня-режисьор, номинирана за наградата „Еми“.

## Филмография

### Като актриса
- I was on Mars (1992) – Силва
- Burning Life (1994) – Анна
- Nobody Loves Me (1995) – Фани Финк
- Der Unfisch (1997) – Софи Мур
- Bin ich schön? (1998) – Елке
- Aimée & Jaguar (1999) – Фелице Шрагенхайм (Ягуар)
- Viktor Vogel – Commercial Man (2001) – Йохана фон Шуленберг
- Emil und die Detektive (2001) – Пасторин Хумел
- Väter (2002) – Мелани Кригер
- Rosenstraße (2003) – Хана Вайнщайн
- Schneeland (2005) – Елизабет